# Marina Bay Financial Centre
El Marina Bay Financial Centre (abreviatura: MBFC; en chino, 滨海湾金融中心; pinyin, Bīnhǎiwān Jīnróng Zhōngxīn), situado a lo largo de Marina Boulevard y Central Boulevard en Marina Bay, Singapur se sitúa en una parcela de 3,55 hectáreas, y consiste en tres torres de oficinas, dos torres residenciales y espacio comercial en Marina Bay Link Mall.
La construcción de Marina Bay Financial Centre comprende dos fases, con su primera fase completada en el tercer trimester de 2010. El proyecto se completó en 2012, excepto Marina Bay Suites que alcanzará su altura máxima en 2013. 
La primera fase consiste en las torres de oficinas 1 (33 plantas) y 2 (50 plantas), Marina Bay Residences con 428 unidades y 94 500 pies cuadrados (8780 m²) de centro comercial. La segunda fase comprende la torre de oficinas 3 (46 plantas), 84 500 pies cuadrados (7850 m²) de centro comercial y Marina Bay Suites con 221 unidades (que será completada en 2013).

## Torres de Oficinas - Marina Bay Financial Centre
La Torre 1 está alquilada completamente a Standard Chartered bank – el mayor inquilino ocupando una superficie de 500 000 pies cuadrados (50 000 m²) de oficinas -, Societe Generale, Baker & McKenzie, Raffles Quay Asset Management y Wellington International Management Company.
La Torre 2 está alquilada a instituciones multinacionales como American Express, BHP Billiton, Bank Pictet, Barclays, ICAP, Macquarie Group, Murex, Nomura Securities, Eastspring Investments, Tafo Oil y Servcorp.
Los inquilinos en la Torre 3 incluyen el mayor ocupante, DBS, empresas legales como WongPartnership y Clifford Chance, así como Ashurst LLP, McGraw-Hill, Fitness First y Regus. La Torre 3 alcanzó su altura máxima en marzo de 2012.

## Premios
Marina Bay Financial Centre (MBFC) obtuvo el primer premio en la categoría Oficinas del FIABCI Prix d’Excellence 2012, que reconoce los proyectos de bienes inmuebles destacados del mundo. Marina Bay Residences (MBR), el proyecto residencial en la fase 1 de MBFC, fue subcampeón en la categoría Residencial. 
Marina Bay Financial Centre (MBFC) también ganó el premio de oro en la categoría de uso mixto en los MIPIM Asia Awards 2011, que honra a proyectos de bienes inmuebles destacados en la región Asia-Pacífico. MBFC también ganó el Participants' Choice Award, que honra el proyecto que recibe el mayor número de votos de los delegados. 
Marina Bay Residences (MBR) y Marina Bay Financial Centre (MBFC) Fase 1 fueron nombrados ganadores en las categorías Residencial y Oficinas respectivamente en los premios inaugurales FIABCI Singapore Property Awards.
Marina Bay Financial Centre (MBFC) ha ganado galardones por sus logros towards sostenibilidad ambiental bajo los premios BCA Green Mark. 
• 2009 - BCA Green Mark Gold Plus Award para Fase 2 (Torre de oficinas 3)
• 2009 - BCA Green Mark Gold Award para Marina Bay Suites
• 2008 – BCA Green Mark Gold Award para Fase 1 (Torres de oficinas 1 y 2) 
• 2007 - BCA Green Mark Gold Award para Marina Bay Residences

## Marina Bay Link Mall
Marina Bay Link Mall (MBLM) ofrece aproximadamente 179.000 sq ft (Fase 1 y Fase 2) de posibilidades de comercios y restaurantes. La Fase 1 abrió sus puertas al público el 3 de noviembre de 2010. El centro comercial es ampliamente subterráneo con tiendas en el sótano, planta baja, las torres de oficinas y un área de cena al aire libre en el suelo situada entre MBFC Tower 1 y Marina Bay Residences. 

Conectividad
The Mall / MBFC está servido por 4 importantes líneas de MRT - North South/East West en la estación Raffles Place que está a unos 10 minutos caminando por la Red Peatonal Subterránea (UPN), Circle Line/North South en la Estación Marina Bay que está a unos cinco minutos caminando en el terreno, y Downtown en la Estación Downtown, que abrirá en 2013. La Estación Downtown está situada a la derecha en MBLM, suministrando mejor acceso y comodidad a las personas que trabajan en MBFC y los proyectos de oficinas cercanos. El centro comercial sirve como UPN, lo que permite a los viajeros viajar al trabajo en un medio completamente acondicionado. Conecta sin problemas a los viajeros a MBFC, Marina Bay Residences, Marina Bay Suites (coronación estimada en 2013) y proyectos cercanos como One Raffles Quay, The Sail y One Marina Boulevard.

Comercios
Restaurantes en la Ground Plaza incluyen Brawn Steakhouse, que ofrece buena carne, el restaurante japonés Akari, Harry's Bar, Boulevard Bayfront y Paradise Pavilion en la planta 2, que ofrece buena cocina china. Paradise Pavilion provee también una buena vista de Marina Bay. Se pueden encontrar más establecimientos de alimentos y bebidas en el sótano del centro comercial, con nombres familiares como Starbucks, Standing Sushi Bar, Din Tai Fung, Paradise Inn, Ichiban Boshi, Swissbake, Cedele, Youmenya Goemon y Red Mango. Situado en la planta 33 de la Torre 1 está LeVeL33, la fábrica de cerveza artesanal urbana más alta del mundo. Los comensales pueden disfrutar de cerveza recién elaborada durante la cena con una vista panorámica de Marina Bay. También está disponible en MBLM una buena mezcla de ocupantes comerciales y de moda. Entre estos están Muse, Yamakawa Super, Southaven, Burgundy y Artist in the Residence. 
Otros cómodos servicios como SISTIC, Fullerton Healthcare, ATM y servicios bancarios en el centro comercial subterráneo y la Torre 2 de MBFC se pueden encontrar también en MBLM. Un vestíbulo bancario de DBS abrirá en la Torre 3, completado con un auditorium. Otros establecimientos de comida y bebida que abrirán en la Torre 3 en 2012 incluyen un Food Loft operado por NTUC Foodfare, el restaurante chino South Beauty, el restaurante italiano Osvaldo Ola-Cocina del Mar y otros como Veganburg, Chez Petit Salut, The Rottiserie, Bibigo, Hokkaido Ramen Men-ya KAIKO, dr CAFÉ COFFEE y Doutor Coffee. 

Actividades en Marina Bay Link Mall
The Lawn@Marina Bay (situado justo encima del centro comercial) junto con The Promontory provee un oasis verde para el centro financiero donde se pueden celebrar una mezcla ecléctica de exhibiciones de arte, eventos culturales y deportivos para visitantes, residentes y trabajadores de oficinas. Los eventos organizados por MBLM incluyen actividades orientadas a la familia como Pícnic@The Lawn, el espectáculo de tema Halloween "Spooky-licious Night" y My Paper Executive 2012 - evento coorganizado con My Paper. MBLM también se asocia con la Urban Redevelopment Authority (URA) en varias actividades para aumentar la vitalidad de Marina Bay, nuevo centro de Singapur.

## Transporte
- Estación de MRT Raffles Place|Estación Raffles Place en la Línea Norte Sur del MRT|Líneas de MRT Norte Sur y Este Oeste|Línea Este Oeste

- Estación de MRT Marina Bay |Estación Marina Bay en la Línea Norte Sur del MRT |Línea Norte Sur y Línea Circular que abrió en enero de 2012

- Estación de MRT Downtown|Estación Downtown de la Línea Downtown Fase 1 del MRT (2013)

## Historia
El proyecto fue diseñado por la firma arquitectónica Kohn Pedersen Fox Associates, PC.